# Too Young to Die?
Too Young to Die? es un telefilme de 1990 protagonizado por Brad Pitt y Juliette Lewis. Toca en el debate sobre la pena de muerte. Está basado en una historia real. Tres años después, Pitt y Lewis se reúnen, retratando a los personajes un tanto similares, en Kalifornia.

## Base
La película se basa libremente en Amanda Marie Cannaday, quien con David Gray y Dawn Bushart, asesinaron a Ronald Wojcik con un arma de fuego, en el Condado de Harrison, Misisipi, el 3 de junio de 1982.
Cannaday (nacida en 8 de septiembre de 1965) fue acusada de robo, secuestro y homicidio. En el momento del juicio era una divorciada de dieciséis años, que se había casado a los trece y se había divorciado a los catorce. Fue acusada de secuestro y asesinato del Sargento de Fuerza Aérea de los EE. UU. Ronald Wojcik, y el jurado la condenó a inyección letal. El veredicto de culpabilidad fue confirmado, pero la sentencia fue revocada en 1984, Cannaday v. State, 455 So.2d 713, 720 (Miss. 1984), y a cumplir una sentencia de cadena perpetua y dos condenas de 25 años en Central Mississippi Correctional Facility. Fue puesta en libertad condicional el 9 de marzo de 2008.
Su co-acusado, David Randolph Gray (nacido el 29 de mayo de 1954) fue acusado de asalto agravado, hurto y homicidio. Él, también, fue condenado a inyección letal. Su sentencia fue revocada en mayo de 1987 por la Corte Suprema de los Estados Unidos, en Gray v. Mississippi,  481 U.S. 648. Actualmente cumple una condena de cadena perpetua en Central Mississippi Correctional Facility.

## Elenco
- Michael Tucker - como -   Buddy Thornton
- Juliette Lewis - como -   Amanda Sue Bradley
- Brad Pitt - como -   Billy Canton
- Alan Fudge - como -   D.A. Mark Calhoun
- Emily Longstreth - como -   Jean Glessner
- Laurie O'Brien- como -   Wanda Bradley Sledge
- Yvette Heyden - como -   Annie Meacham
- Tom Everett - como -   Juez Harper
- Michael O'Keefe - como -   Mike Medwicki
- Dean Abston- como -   Harvey Sledge
- J. Stephen Brady - como -   Brian
- Mark Davenport - como -   Mickey
- Lew Hopson - como -   Star
- Annabelle Weenick - como -   Birdie Jewel
- Charles C. Stevenson Jr. - como -   Pastor